# Orkan Andrea
Der Orkan Andrea bewegte sich vom 3. bis 6. Januar 2012 über West- und Mitteleuropa. Er blieb ohne gravierende Folgen, war aber der stärkste Westorkan der Wintersaison 2011/2012. Zusammen mit den beiden nachfolgenden Tiefs Bibiana und Celine brachte er lokal enorme Schneemassen.

## Meteorologie
Das Tief Andrea hatte sich als Islandtief am 30. Dezember 2011 gebildet, überquerte auf typischer Zugbahn Südskandinavien und zerfiel am 8. Januar im Raum Nowaja Semlja. Das zugehörige Fronttief durchquerte die Region von Nordwest nach Südost, der Wind wehte überwiegend aus Nordwest.
Im Bereich des Orkantiefs kam es zu Temperaturstürzen, die in ihrem Umfang von etwa fünf Grad Celsius allerdings mäßig ausfielen. In vielen Regionen war der Orkan von Gewittern und heftigen Regenfällen begleitet, die teils auch als Schnee niedergingen und zu großen Schneeverwehungen führten. In einigen Regionen führten die starken Niederschläge zu Hochwasser. An Nord- und Ostsee kam es zu deutlich erhöhten Hochwasserständen. Auf den Bergen, von den Alpen bis in die Mittelgebirge, wurden durchweg Orkanböen mit Spitzengeschwindigkeiten von über 170 und Spitzenböen von über 200 Kilometern pro Stunde gemessen. An der Wetterstation bei der Konkordiahütte wurde eine Böe mit 270 km/h registriert.
Andrea zog zwei weitere Tiefkerne nach: Bibiana auf selber Bahn wetterwirksam um den 7., und Celine nach Zentraleuropa ziehend am 8./9. Januar.
Insbesondere in den Tiroler Alpen kam es zu enormen Schneemassen.

## Schäden
Insgesamt fiel der Orkan schwächer aus als in den Unwetterwarnungen angekündigt. Der deutsche Wetterdienst gab im Laufe des 5. Januar für die meisten Regionen Deutschlands Entwarnung. Gegen Abend hatte der Wind fast überall deutlich nachgelassen.
Schwere Schäden wurden vor allem aus Großbritannien, Belgien und Frankreich gemeldet. In Deutschland war ein Todesopfer zu beklagen. Im Raum Arlberg und Paznaun um Galtür waren bei Urlauberschichtwechsel am Wochenende des 7./8. Januar zahlreiche Skiurlauber wegen Lawinengefahr eingeschlossen.